# فرست سولار
فرست سولار (انگلیسی: First Solar) شرکت برق آمریکایی است، که در سال ۱۹۹۹ تأسیس شد. دفتر مرکزی این شرکت در شهر تمپی، آریزونا قرار دارد.